# Ecologia storica
A questa denominazione fanno riferimento due diversi indirizzi delle scienze ambientali:

## Ecostoria
L'ecologia storica di approccio culturalista strutturale (o ecostoria) è una disciplina di sintesi che ha lo scopo di comprendere le dinamiche del paesaggio e degli ecosistemi naturali o antropici verificando le connessioni storiche, con l'ausilio di metodi come la dendrocronologia, la paleoecologia, la teledetezione, l'analisi di dati statistici, ecc. In questo approccio l'influsso dell'uomo sul paesaggio viene analizzato con metodi storici, mentre per l'analisi delle dinamiche degli ecosistemi si fa capo all'ecologia tradizionale.

## Historical Ecology
Secondo, invece, un approccio storico-archeologico e un orientamento metodologico del tutto estraneo a quello dell'ecostoria, "ecologia storica" è la traduzione italiana del metodo analitico della "historical ecology" (letteralmente "ecologia storica" in inglese). Tale metodo multidisciplinare deriva dalle scienze bio-ambientali ed è applicato alla storia rurale, sviluppato particolarmente nei paesi anglosassoni e nordeuropei. Attraverso l'ecologia storica si studia con un approccio dialettico la relazione uomo/natura a una scala topografica locale e a una scala cronologica fine, quelle in cui è definita la storia del sito indagato. In questo senso l'ecologia storica è simile all'archeologia ambientale e alla storia ambientale, con le quali viene spesso identificata nelle ricerche italiane.